# Aumont-en-Halatte
Aumont-en-Halatte é uma comuna francesa na região administrativa de Altos da França, no departamento de Oise. Estende-se por uma área de 6,83 km². Em 2010 a comuna tinha 489 habitantes (densidade: 71,6 hab./km²).